# Свети кръст (Трънчовица)
„Светият кръст“ е християнска църква в Трънчовица, Северна България, част от Никополската епархия на Римокатолическата църква. Църквата е била ректорален храм.

## История на общността
В края на 20-те години на XX век след католическото население в енорията „Свети Архангел Михаил“ назрява недоволство, че енорийската църква е малка за нуждите на енорията. Жителите на Долната махала, начело с помощник-енориста отец Плачидо Корси се амбицират да си построят втора църква. Епископ Дамян Теелен е против това намерение, но впоследствие отпуснал средства за малка църква. За да се спестят средства, проектът на немската църква в село Бърдарски геран е бил използван.
От 1952 до 1960 г. помощник-енорийски свещеник е отец Йосиф Йонков, но когато там е настанене интернирания отец Богдан Добранов от Пловдив, отец Йосиф e преместен в Малчика.
Един от последните помощник-енористи, грижил се до края на живота си за храма и миряните е конвентуалецаът отец Иван Гаджов, роден в Балтаджии (днес кв. Секирово на град Раковски), през 1910 г. Починал през 1973 г. в Трънчовица и погребан в кварталните гробища на родното си място.

## Енористи
- отец Богдан Добранов, по-късно избран за епископ
- отец Иван Гаджов

## История на храма
Сградата на църквата е построена по същия проект, по който е построена и църквата „Дева Мария - Майка на святата надежда“ в Бърдарски геран. Храмът е осветен на 30 август 1933 г.
Църквата е затворена.